# Marina Lameiro
Marina Lameiro (Pamplona, 1986) és una cineasta navarresa. Young & Beautiful, fou el seu primer llargmetratge, i ha guanyat nombrosos premis.

## Biografia
És llicenciada en Comunicació Audiovisual per la Universitat URJC de Madrid. L'any 2012 va cursar un Màster en Creació Documental a la Universitat Pompeu Fabra de Barcelona, on va tenir l'oportunitat de treballar amb Victor Kossakovsky i Marcel Lozinsky. L'any següent es va especialitzar en edició, cursant un postgrau a la mateixa universitat.
Entre 2014 i 2015, es va traslladar a Nova York i va residir a l'espai UnionDocs amb altres artistes. Allà va dirigir un breu documental 300 Nassau sobre el tema de la gentrificació.
Juntament amb Garazi Erburu, Ione Atenea i la seva germana, van muntar la productora Hiruki Filmak per produir les seves pel·lícules i ajudar a les dones a fer les seves obres cinematogràfiques.
Young & Beautiful (2018) seria el seu primer llargmetratge, un retrat de diversos joves de la seva generació. Marina Lameiro va estar dos anys amb els protagonistes per fer aquesta pel·lícula, sempre esperant els moments amb la càmera a la mà. Amb la proximitat de la seva càmera, els ajuda en els moments més lleugers i febles de la seva vida quotidiana: ballant, despertant junts, passejant per paisatges estimats, alliberant-se de les llàgrimes i del riure mentre busquen maneres de sobreviure plenament.
Durant el 2019 va gravar Dardara, un documental sobre el grup Berri Txarrak i els seus seguidors. La gira Ikusi Arte de Berri Txarrak és plasmada en un documental amb imatges filmades, que reflecteix com ha estat la banda i la seva música per als seguidors, i com han estat els fans per a la banda i la seva música. El focus principal de la pel·lícula van ser els sentiments dels fans de la banda, les reflexions de la banda i sobretot de Gorka Urbizu, i per descomptat la seva música.

## Filmografia
- Demonstration (2013, treball col·laboratiu)
- 300 Nassau (2016)
- Young & Beautiful (2018)[3]
- Dardara (2021)[4]
- Paradise (2021, amb Maddi Barber)

## Premis
- Premis Feroz. Nominació - Millor documental per Young & Beautiful.
- Punto de vista. Premi del Públic a Jove i Bella. Selecció oficial de Young & Beautiful.
- Atlántida Mallorca Film Fest. Premi a la Creació Jove i Bella
- D'A Film Festival. Premi Col·lectiu Push a Young & Beautiful.
- Festival del Rizoma. Millor pel·lícula per Young & Beautiful.
- Novos Cinemas. Premi Especial Jove i Bella
- Festival Alcances. Menció especial del jurat: Young & Beautiful.
- Festival Márgenes. Premi NUMAX Exhibition per Young & Beautiful.